# Modernización militar japonesa (1868-1931)
La modernización del Ejército y la Armada japoneses durante el período Meiji (1868-1912) y hasta el incidente de Mukden (1931) fue llevada a cabo por el gobierno nacional recién fundado, un liderazgo militar del que solo era responsable ante el Emperador, y con la ayuda de Francia, Gran Bretaña y más tarde Alemania.

## Reformas Meiji

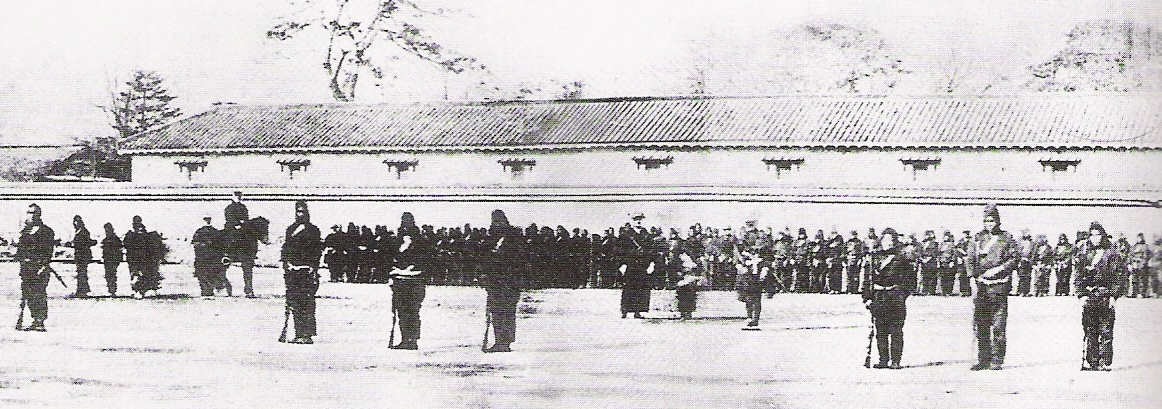
Una fotografía de 1868 de las tropas japonesas del Tokugawa Bakufu siendo entrenadas por la Misión Militar Francesa en Japón.

Cuando las potencias occidentales comenzaron a usar su mayor fuerza militar para presionar a Japón para entablar relaciones comerciales en la década de 1850, las fuerzas militares descentralizadas y anticuadas del país no pudieron proporcionar una defensa efectiva contra sus avances.
La caída del shogunato Tokugawa en 1867 llevó a la restauración del Emperador Meiji y a un período notable de crecimiento nacional. El poder político y administrativo de facto se trasladó a un grupo de samuráis más jóvenes que habían sido fundamentales en la formación del nuevo sistema y estaban comprometidos con la modernización del ejército. Introdujeron cambios drásticos que abrieron el camino para el desarrollo de fuerzas armadas modernas de estilo europeo.

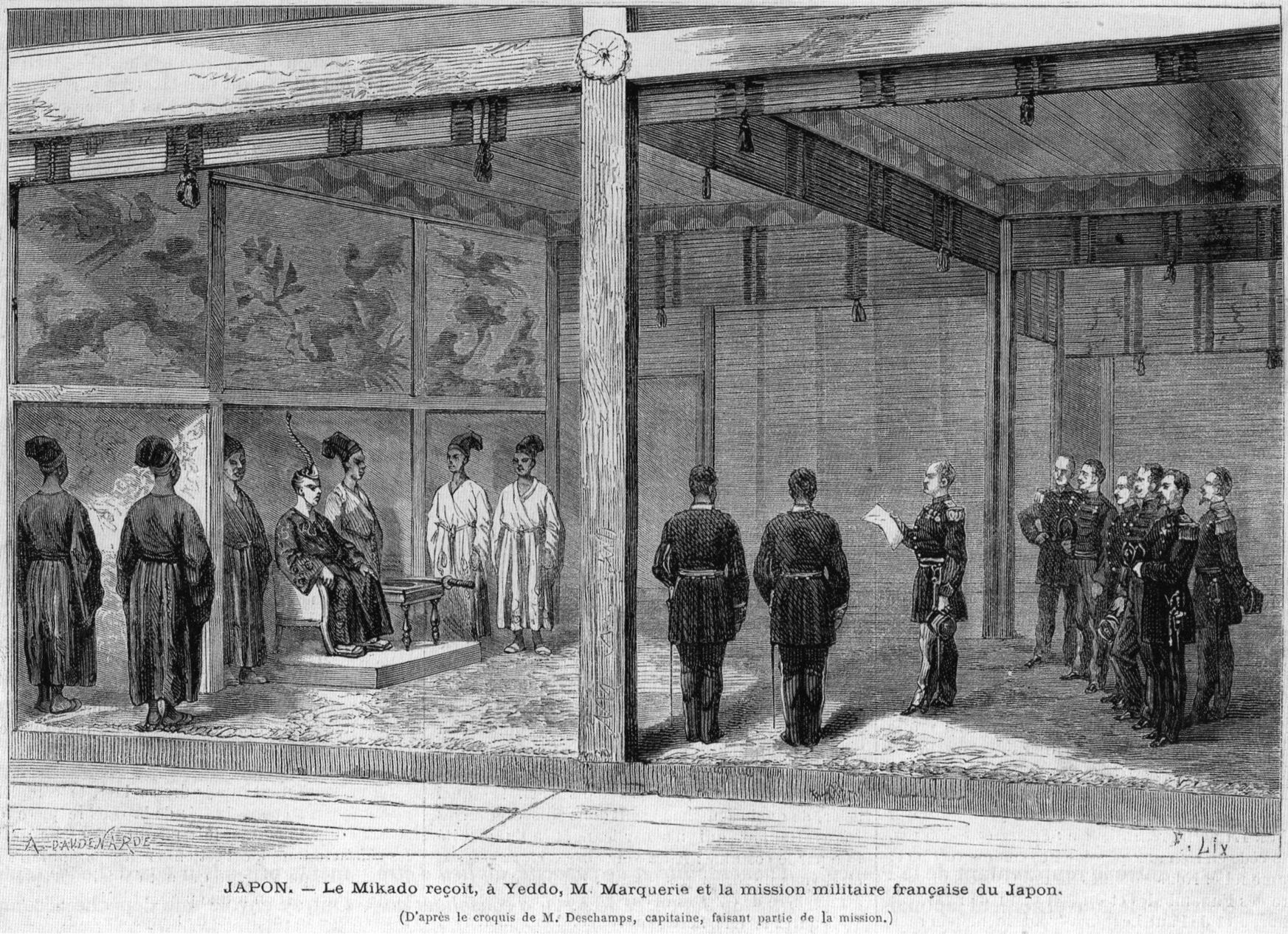
Recepción del emperador Meiji de la Segunda misión militar francesa en Japón, 1872.

En un intento por aumentar el número de soldados, el uso del servicio militar obligatorio se volvió universal y obligatorio en 1872 y, aunque los samuráis resistieron anclados en sus prerrogativas tradicionales, en 1880 se estableció firmemente un ejército de reclutas. La Oficina del Estado Mayor del Ejército Imperial, creada según el modelo prusiano de la Generalstab, se estableció directamente bajo el emperador en 1878 y recibió amplios poderes para la planificación y estrategia militar. La nueva fuerza finalmente hizo suyo el espíritu samurái. Las lealtades otorgadas anteriormente a los señores feudales se transfirieron al estado y al emperador. Al ser liberados del servicio, los soldados llevaron estos ideales a sus comunidades de origen, extendiendo los estándares derivados del ejército a todas las clases.
Japón se dedicó a crear una nación unificada y moderna a finales del siglo XIX. Entre sus objetivos estaban inculcar el respeto por el emperador, la exigencia de una educación universal en toda la nación japonesa y, por último, el privilegio y la importancia del servicio militar. La Ley de Conscripción establecida el 10 de enero de 1873 hizo que el servicio militar fuera obligatorio para todos los hombres en la veintena para alistarse. "En 1873, nadie podía predecir con certeza si estas disputas terminarían pacíficamente o mediante una acción militar, ni estaba claro qué individuos o grupos saldrían a la cabeza en la esperada lucha por el poder". Esta legislación fue la reforma militar más importante de la era Meiji. La clase samurái ya no tenía el monopolio del poder militar; sus beneficios y estatus les fueron despojados después de la Restauración Meiji. La disolución de la clase samurái crearía un ejército moderno de hombres de igual estatus. Sin embargo, muchos de los samuráis estaban descontentos con las reformas y compartían abiertamente sus preocupaciones.
La ley de reclutamiento era una forma de control social: devolver a la clase samurái rebelde a sus roles de guerreros. El gobierno japonés pretendía que el reclutamiento formara un ejército moderno capaz de enfrentarse a los ejércitos de Europa. Sin embargo, la Restauración Meiji inicialmente causó disconformidad entre la clase samurái, pero el sistema de reclutamiento fue una forma de estabilizar esa disidencia. Algunos samuráis, más descontentos que otros, formaron focos de resistencia para eludir el servicio militar obligatorio. Muchos se auto mutilaron o se rebelaron abiertamente (Rebelión de Satsuma). Expresaron su disgusto, porque rechazar la cultura occidental "se convirtió en una forma de demostrar el compromiso de uno" con las formas de la anterior era Tokugawa.
La ley también permitió a los militares educar a los reclutas. Con el giro hacia la urbanización, al gobierno le preocupaba que la educación de la población se quedara atrás: la mayoría de los plebeyos eran analfabetos y desconocidos. El ejército brindó "nuevas oportunidades de educación" y promoción profesional. Los "reclutas en bruto, especialmente en los primeros años de servicio militar obligatorio, aprenderían a leer". El gobierno se dio cuenta de que un soldado educado podía convertirse en un miembro productivo de la sociedad; la educación era para el mejoramiento del estado.
Para que los hombres sirvieran en el ejército, debían someterse a un examen médico. Este examen de reclutamiento midió la altura, el peso e incluyó una inspección de los genitales del candidato. Aquellos que no pudieron aprobar el examen, los "congénitamente débiles, inveteradamente enfermos o deformados", fueron enviados de regreso a sus familias. El examen "dividió a la ciudadanía en los que estaban en condiciones de cumplir con el deber y los que no". No existía una sanción material por reprobar el examen, pero quienes no pudieran presentarse podrían ser marginados por la sociedad.
Un rescripto imperial de 1882 pedía lealtad incondicional al emperador por parte de las nuevas fuerzas armadas y afirmaba que las órdenes de los oficiales superiores eran equivalentes a las órdenes del emperador. A partir de entonces, los militares existieron en una relación íntima y privilegiada con la institución imperial. A los líderes militares de alto rango se les dio acceso directo al emperador y la autoridad para transmitir sus pronunciamientos directamente a las tropas. La relación de simpatía entre los reclutas y los oficiales, particularmente los oficiales subalternos que provenían principalmente del campesinado, tendió a acercar a los militares a la gente. Con el tiempo, la mayoría de la gente llegó a buscar más orientación en asuntos nacionales a los comandantes militares que a los líderes políticos.
La principal preocupación de la modernización militar japonesa a principios del siglo XX se centró en la adopción de las armas del mundo occidental. Para hacerlo, Japón tuvo que crear un sistema en el que pudieran fabricar la tecnología ellos mismos. Esto provocaría la industrialización de Japón, alentada por los líderes del país insular. Otra estrategia que utilizó Japón para avanzar en su posición en el mundo sería aliarse con las naciones europeas. Japón se veía vulnerable a las potencias europeas, por lo que el país decidió aliarse con Gran Bretaña en 1902. La alianza, denominada alianza anglojaponesa, pedía que ambas naciones se ayudaran mutuamente si estallaba una guerra con más de dos naciones adicionales.

## Guerras y otros conflictos

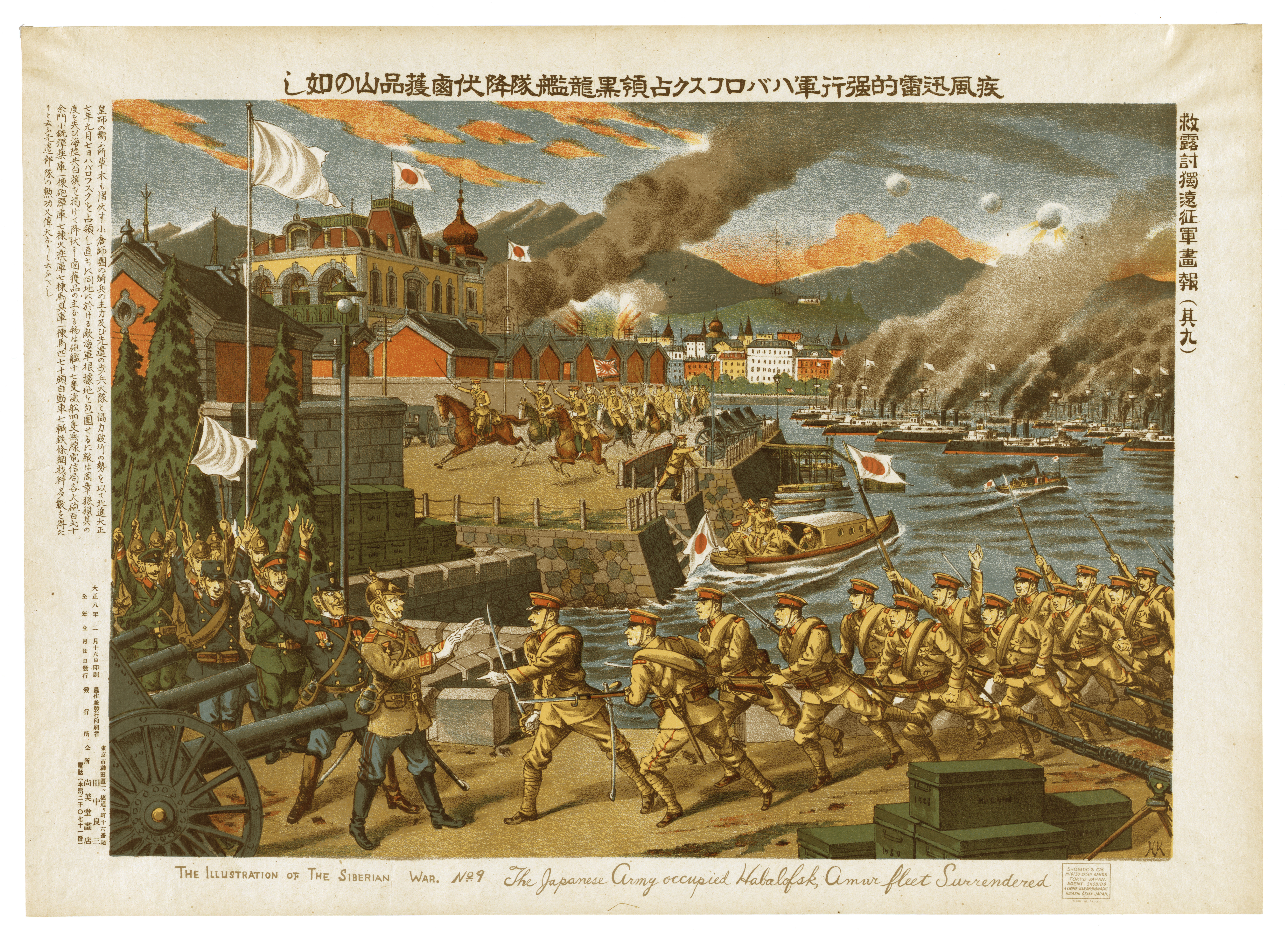
Una ilustración de Habalofsk ocupada por tropas japonesas durante la Guerra civil rusa.

La primera prueba en el extranjero de las nuevas capacidades militares de la nación fue la Expedición a Taiwán de 1874, que fue en represalia por el asesinato en 1871 de los marineros ryūkyūan naufragados. Fue seguido por una serie de victorias militares hasta la Segunda Guerra Mundial. Japón se movilizó contra Corea y China (Primera guerra sino-japonesa) y Rusia (Guerra ruso-japonesa) para asegurar materias primas y territorios estratégicos que creía necesarios para el desarrollo y protección de la patria. Se lograron avances territoriales en Corea, la mitad sur de Sakhalin (Karafuto en japonés) y Manchuria. Como aliado de Gran Bretaña en la Primera Guerra Mundial, Japón asumió el control de las posesiones de Alemania en Asia en el Tratado de Versalles, especialmente en la provincia china de Shandong, y las islas Marianas, Carolinas y Marshall controladas por los alemanes en el Océano Pacífico.
Durante el Levantamiento de los bóxers (1899-1901) en China, el contingente japonés fue el más grande entre la Alianza de las Ocho Naciones. La Guerra civil rusa llevó a la intervención japonesa en Siberia para apuntalar a la Guardia Blanca.
El Estado Mayor Naval, independiente del mando supremo a partir de 1893, se volvió aún más poderoso después de la Primera Guerra Mundial. En la Conferencia Naval de Washington de 1921, las principales potencias firmaron el Tratado de Desarme Naval de las Cinco Potencias, que estableció la proporción de buques de capital internacional para Estados Unidos, Gran Bretaña, Japón, Francia e Italia en 5, 5, 3, 1,75 y 1,75, respectivamente. La Armada Imperial Japonesa insistió en que requería una proporción de siete barcos por cada ocho buques de los Estados Unidos, pero se conformó con tres a cinco, una proporción aceptable para el público japonés.
La Conferencia Naval de Londres de 1930 trajo consigo nuevas reducciones pero, a fines de 1935, Japón había entrado en un período de expansión militar ilimitada e ignoró sus compromisos anteriores. A fines de la década de 1930, la proporción de fuerzas navales japonesas con respecto a las estadounidenses era del 70,6%  en tonelaje total y del 94% en portaaviones, y los barcos japoneses superaban ligeramente en número a los de los Estados Unidos.